# 脂溢性皮炎
脂溢性皮炎（seborrheic dermatitis）又称脂漏性皮炎，是一种发生于皮脂溢出部位的慢性复发性皮炎，表现为大小及形态不定的黄红色斑片，一般瘙痒，有干燥、潮湿或油脂状鳞屑，病情有时缓解，有时加重。
脂溢性皮炎主要影响的部位有：头、面、胸、背、会阴，尤其是鼻翼两侧、皮肤皱褶区，亦可全身泛发。发生于头面部者，古称“面游风”。

## 流行病学
有两个好发年龄段，一个是2周龄到1周岁，一个是青春期到成年期。症状明显的患者仅占1～3％，多在30～40岁发生。男性多于女性。
HIV感染者的患病率更高，而且症状更重。在HIV感染的早期，脂溢性皮炎的患病率估计在35％左右，而到了艾滋病期，患病率则激增到85％。
帕金森病患者常常合并皮脂分泌过多，也容易出现脂溢性皮炎，患者接受左旋多巴治疗后皮肤情况也常常得到改善。

## 发病机制
尚不明确，虽然本病好发于皮脂腺丰富的区域，但可以肯定的是患者的皮脂分泌并无亢进，因此，“脂溢性”一词应该理解为“发生于皮脂溢出区域的（of the sebaceous areas）”，而非“皮脂分泌过多的”。
皮脂分泌是脂溢性皮炎发病的必要条件，可能的原因是皮脂能够刺激马拉色菌属真菌生长。早在19世纪，人们就观察到马拉色菌属真菌聚集于皮脂溢出区域；随后，抗真菌药物可以治疗脂溢性皮炎进一步确定了“真菌假说”的地位；然而，马拉色菌属真菌的致病机制尚未完全阐明。
至于脂溢性皮炎与HIV/AIDS、帕金森病之间的关联，目前更是知之甚少。
其它可能相关的因素，包括基因、环境、激素以及免疫系统等等。。
对于儿童来说，过度摄取维生素A可能会引起脂溢性皮炎。缺乏维生素H和维生素B6 和 维生素B2（也被称为核黄素）也可能是一个原因。

## 症状

头皮上出现严重脂溢性皮炎症状的情形

好发于皮脂溢出部位，症状包括出现鳞屑，片状皮屑，瘙痒，以及潮红。
脂溢性皮炎可能会在视觉上不太舒服，并且稍微感到有点瘙痒，但通常是没有严重危害的。这些症状通常会一直存在，但较容易通过已有的药物治疗来控制。在治疗之后，这些症状可能会在几个月，乃至若干年后复发。
和其它一些有类似症状的皮肤病一样，脂溢性皮炎通常也会宽松地被定义为一种湿疹，但是它和其它同样被定义为湿疹但是症状更严重的皮肤病是有区别的。

### 脱发
脂溢性皮炎的其中一种副作用是可能引起暂时性脱发。如果出现急性暴发，并且长期缺乏治疗，则可能因为毛囊损伤而导致永久性脱发。可使用含有米诺地尔的生发水或含有非那雄胺的口服生发药来治疗。

## 治疗
普通的肥皂和洗发水所包含的一些化学物质（例如月桂醇醚硫酸钠sodium laureth sulfate）可能會在皮膚表層沉積，造成皮肤表层脱水，从而使症状突然恶化。過往坊間會建議民眾定期轉換洗髮水的品牌，透過不同的洗髮水配方來清理皮膚上的沉積物。但另一方面，其實若有合适的替代办法會更好。
有人说，应该采用含有煤焦油、环吡酮胺（ciclopiroxolamine）、酮康唑、硫化硒或者吡硫鎓锌（zinc pyrithione，又称砒硫锌）的洗发水来进行治疗。对于严重的病情，需要首先使用诸如水杨酸、煤焦油等的角质软化剂来降低角质层的密度，以便后续的治疗。用1%特比萘芬（terbinafine）溶液来治疗头皮脂溢性问题也被看作是有效的，包含果酸或者皮质类固醇（例如氟轻松fluocinolone acetonide，一种肾上腺皮质激素类药）的洗发水也可能会有效。但长期使用皮质类固醇进行局部治疗，可能会导致永久性的皮肤改变，例如：皮肤萎缩和毛细管扩张。此外，有时候也会开出局部使用匹美克莫司（Pimecrolimus）的药方。局部使用每克含50毫克的水溶性软膏，也是一种有效的治疗方式。
建议补充多种营养素，包括：每天两次3毫克维生素H，复合维生素B，每天20到30毫克的锌，以及每天一汤勺亚麻籽油。
UV-A和UV-B两种紫外线会抑制秕糠马拉癣菌的生长，不过需要特别注意的是，这些紫外线会造成晒伤。
根据美国家庭医师协会的建议，有一种治疗的方式是被证明是可行的，尤其是类固醇或其它洗发水治疗没有任何效果，同时患者一直忍受着迅速脱发的痛苦时——采用低剂量的维甲酸（异维A酸），约每天10到30毫克。其有效的具体机制并不清楚，但据估计是通过减少油脂分泌来实现的。油脂分泌过多，被认为是导致脂溢性皮炎的一个重要因素。如果对患者采取上述治疗，则需要每个月对患者的肝功能进行适当的评估。对于女患者来说，在特定的时期需要特别谨慎，因为这有可能导致胎儿缺陷。对于慢性的脂溢性皮炎，可以常年采取这种低剂量的治疗。尽管如此，患者需要每6个月停止1到2个月的用药，以便观察患者是否还是有类似的症状。
其它建议的治疗方式包括增加空气湿度，以及使用含有或者不含有燕麦成分的润肤霜。使用含有氧化镁的乳液可能有助于清除脂溢性皮炎——患者可以在沐浴时涂上，然后再沐浴完毕前冲洗干净。
药物治疗
伊曲康唑、健膚舒（Molison cream）

### 植物疗法
世界卫生组织WHO提到了使用含有芦荟液成分的凝胶，是一个有待科学证实的治疗脂溢性皮炎的传统医学疗法。
其它类似的疗法还包括：
- 牛蒡油[22]
- 地黄连[22]
- 光果甘草[22]
- 千层树类植物[22]
- 车前草类植物[22]
- 石斛[22]
- 姜根汁[22]
- 防风[22]
- 菝葜[22]
- 栝蒌[22]
- 甘草[22]
- 黄连[22]
- 黄柏[22]
- 苦参[22]
- 雷公根[22]